# Gnathothlibus vanuatuensis
Gnathothlibus vanuatuensis là một loài bướm đêm thuộc họ Sphingidae. Loài này có ở Vanuatu.
Chiều dài cánh trước khoảng 37.5-44.3 mm đối với con đực và 39.5-40.7 mm đối với con cái. 